# Genghis Khan (film incompiuto)
 Genghis Khan è un film prodotto nel 1992, le cui riprese iniziarono l'anno prima in Kirghizistan sotto la regia del russo Tolomuš Okeev. Il film non è stato mai completato, ma nel 2010 i diritti sono stati rilevati dalla Madison Motion Pictures Group, che ha utilizzato il girato per produrre una serie TV e un film per il cinema dal titolo Genghis Khan: The Story of a Lifetime.

## Produzione
Nonostante lo sforzo economico dell'investimento (circa 30 milioni di dollari), la pellicola non superò le prime fasi di produzione e una nuova sceneggiatura (che prevedeva una parte sull'infanzia di Genghis Khan) venne affidata alla regia del britannico Peter Duffell, per poi passare presto ad un terzo ed  ultimo regista, Ken Annakin, alla sua ultima regia.
Ma anche queste riprese  furono interrotte, questa volta a causa del Putsch di Mosca e del conseguente crollo dell'Unione Sovietica: i numerosi attori (tra cui Charlton Heston) vennero richiamati dalle rispettive ambasciate e si provvide a farli rientrare in patria. Sono  stati  girati più di 160.000 metri di pellicola.